# بيت مرحب (حفاش)
بيت مرحب هي إحدى قرى عزلة راس الاحجول بمديرية حفاش التابعة لمحافظة المحويت، بلغ تعداد سكانها 290 نسمة حسب تعداد اليمن لعام 2004.
شيخ القرية وحاكمها/ حكيم ناصر علي مرحب